# SOKKIN
株式会社SOKKIN（側近=ソッキン、英文社名：SOKKIN, Inc.）は、東京都新宿区に本社を置く、スタートアップ企業。
大手デジタル代理店で第一線を張っていた上位プレイヤー達が、創業以来高い専門性とテクノロジーを武器に、インターネット広告代理事業・メディア事業・人材マッチング事業・コンサルティング事業を展開している。

## 社名の由来
デジタルマーケティングにおける知識・経験・実績がある優秀なデジタル集団であり続けるというメッセージと、それらを顧客側の視点でDiveDeepして提供していく事に価値があるという二つのメッセージから総称して「側近」＝【SOKKIN】と名付けられている。

## 沿革
- 2021年04月 - 株式会社SOKKIN 設立
- 2022年
  - 04月 - 目黒オフィスから調布オフィスへ移転
  - 06月
    - 調布オフィスから新宿オフィスへ移転
    - 資本金を50万円から1,000万円へ増資
    - 介護士求人エージェントの情報サイト リリース

  - 08月 - PTOTST求人エージェントの情報サイト リリース
  - 10月
    - 看護師求人エージェントの情報サイト リリース
    - 優秀なマーケター・クリエイターを業務委託で活用出来るサービス「SOKKIN MATCH」クローズリリース2023年01月 - 企業のオンライン研修サービスの情報サイト リリース
- 2023年
  - 01月
    - 優秀なマーケター・クリエイターを業務委託で活用出来るサービス「SOKKIN MATCH」オープンリリース
    - 広告運用自動化ツール「Shirofune」を提供する株式会社Shirofuneと業務提携。「SOKKIN MATCH」のマーケティング業務の内製化支援サービスに人材とツール（「SOKKIN MATCH Powered by Shirofune」）を提供開始。

  - 03月 - 派遣会社の情報サイト リリース